# Aeroportul Sørkjosen
Aeroportul Sørkjosen (IATA: SOJ, ICAO: ENSR) este un aeroport din Comuna Nordreisa, Troms, Norvegia ce deservește zona Sørkjosen. Aeroportul a fost tranzitat în 2022 de 18.745 de pasageri. A fost deschis în 1970 și numit după zona deservită.
Situat la o altitudine de 5 m, aeroportul dispune de 1 pistă. Este operat de Avinor⁠(d).

## Infrastructură

### Piste
Aeroportul dispune de o singură pistă. Pista 14/32 are suprafața de asfalt și dimensiunile 1.014 m × 30 m. 